# Кушлянский, Аркадий Лазаревич
Аркадий Лазаревич Кушлянский (3 ноября 1924, Харьков — 28 февраля 2015, Москва) — советский и российский кинодеятель, директор фильмов, Заслуженный работник культуры РСФСР (1982), член Союза кинематографистов России.

## Биография
Аркадий Кушлянский родился 3 ноября 1924 года в Харькове. После окончания школы хотел поступать в Харьковский авиационный институт, но с началом Великой Отечественной войны пошёл добровольцем. Учился в Свердловской школе авиамехаников, но вскоре за нарушение дисциплины был направлен на Сталинградский фронт в пехоту. В 1942 году после контузии был направлен в Училище Верховного совета, где получил звание младшего лейтенанта и был направлен на Западный фронт. Прошёл через Смоленск и Белоруссию.
Был командиром взвода роты автоматчиков 1138 сп 388 сд. Воевал в 1941—1945 годах на Западном, Сталинградском и 3-м Белорусском фронтах. Был контужен (1942) и дважды ранен (1943, 1944). После ранения под Кёнигсбергом демобилизовался.

### Кинокарьера
После войны вернулся в Харьков. Работал администратором в кинотеатре, дорос до директора кинотеатра. В 1950 году переехал в Москву на студию имени Горького. С 1952 года работал на киностудии Горького в качестве директора фильмов. Начинал как старший администратор у режиссёра Виктора Эйсымонта, у которого работал над фильмами «Огни на реке» (1954), затем «Судьба барабанщика» (1955).
Принимал участие в создании фильмов: «Добровольцы», «Тихий Дон», «Люди и звери». В течение 30 лет работал с режиссёром Сергеем Герасимовым и с 1966 года был директором всех его картин.
Последние 28 лет жизни работал в Центральном Доме кино, сначала заместителем директора, с 2004 года — директором.
Умер 28 февраля 2015 года в Москве, похоронен на Троекуровском кладбище.

## Награды и премии
- Орден Почёта (11 ноября 1994 года) — за большие заслуги перед народом, связанные с развитием российской государственности, достижениями в труде, науке, культуре, искусстве, укреплением дружбы и сотрудничества между народами[2].
- Орден Красной Звезды (1944).
- Орден Отечественной войны I степени (1985).
- Медаль «За трудовое отличие» (3 сентября 1974) — за заслуги в развитии советской кинематографии и активное участие в коммунистическом воспитании трудящихся[3].
- Медаль «70 лет освобождения Республики Беларусь от немецко-фашистских захватчиков» (Белоруссия, 2013).
- Заслуженный работник культуры РСФСР (7 мая 1982 года) — за заслуги в области советской культуры[4]
- Благодарность Президента Российской Федерации (15 ноября 2004 года) — за большой вклад в развитие отечественной кинематографии[5]
- Почётная грамота Правительства Российской Федерации (14 ноября 1999 года) — за заслуги в развитии отечественной кинематографии, многолетний плодотворный труд и в связи с 75-летием со дня рождения[6]
- Почётная грамота Правительства Москвы (3 марта 2000 года) — за многолетнюю плодотворную работу по развитию отечественного кинематографа[7].
- «Почётный пенсионер города Москвы».
- Награды и звания за трудовые подвиги, кавалер 18 орденов и медалей.

## Фильмография

### Директор картины
1. 1957 — Тихий Дон (зам. директора картины)
2. 1967 — Журналист
3. 1968 — Ошибка резидента
4. 1970 — У озера
5. 1971 — Минута молчания
6. 1972 — Любить человека
7. 1973 — Анискин и Фантомас
8. 1974 — Дочки-матери
9. 1976 — Красное и чёрное
10. 1977 — Вооружён и очень опасен
11. 1980 — Юность Петра
12. 1980 — В начале славных дел
13. 1981 — Александр Маленький
14. 1981 — Лев Толстой
15. 1986 — Пётр Великий[8]